# Kimpcho
Kimpcho je město v Jižní Koreji. Nachází se v severozápadní části území při pobřeží Žlutého moře v provincii Kjonggi. Na území o rozloze 276 km² zde žije přibližně 263 000 obyvatel (údaj z roku 2012). Kimpcho spolu s dalšími okolními městy v provincii, s metropolitním městem Inčchon a s hlavním městem Soul tvoří tzv. Velký Soul, což je metropolitní oblast o rozloze 1 570 km² a s 23 miliony obyvatel. Ve městě se nachází Mezinárodní letiště Kimpcho, které je součástí hlavního města.

## Doprava
V těsném sousedství města je po něm pojmenované mezinárodní letiště Kimpcho, které bylo až do postavení mezinárodní letiště Inčchon největším letiště pro hlavní město. Nadále je v provozu, byť nové letiště Inčchon ho z hlediska mezinárodních letů významem převažuje.

## Školství

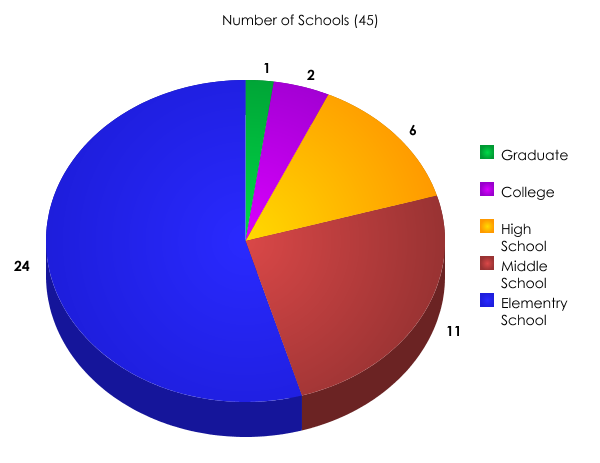
Statistika škol

Ve městě Kimpcho se nachází 24 základních škol, 11 středních škol a 6 vysokých škol, včetně Vysoké školy cizích jazyků (Foreign Language High School, 김포 외국어 고등학교), která byla otevřena v roce 2006.